# St-Aaron (Lamballe)

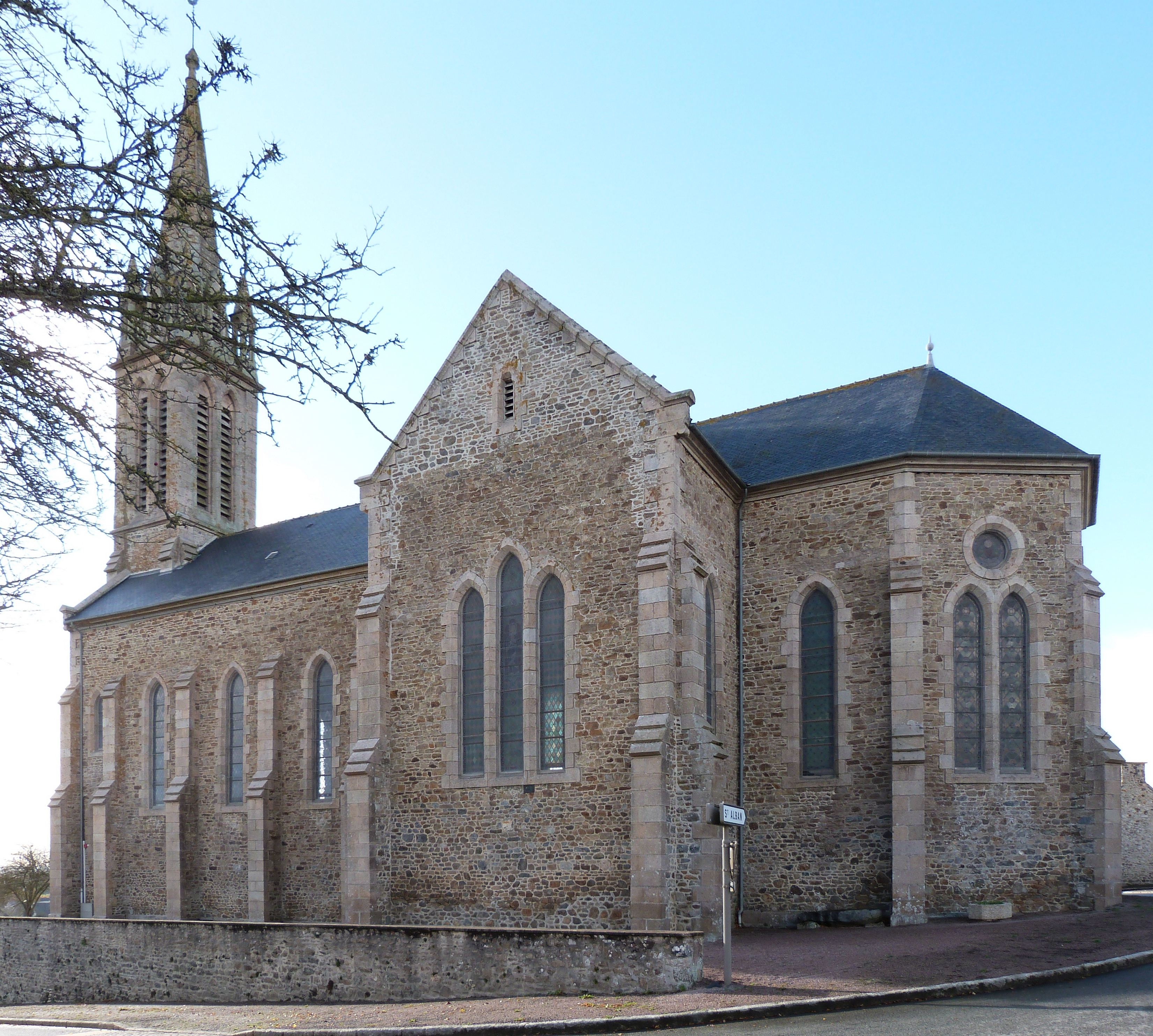
Die Kirche St-Aaron

St-Aaron ist eine römisch-katholische Kirche im Ortsteil Saint-Aaron von Lamballe-Armor im Département Côtes-d’Armor in der Bretagne. 

## Geschichte
Die Kirche trägt das Patrozinium des heiligen Eremiten Aaron, der im 6. Jahrhundert im heutige Saint-Malo gelebt haben soll. Das Gotteshaus war die Pfarrkirche der bis zum Jahr 1972 selbstständigen Gemeinde Saint-Aaron. Die Ortschaft wurde zum ersten Mal im Jahr 1083 als Sanctus-Airandus erwähnt, als Graf Geffroy Boterel dem neu gegründeten Priorat St-Martin in Lamballe dort Land schenkte. Die Kirche Saint-Aaron wurde 1144 genannt, als sie von Rolland, Bischof von Saint-Brieuc, dem Priorat in Lamballe geschenkt wurde. Die Kirche war mit der Pfarrei von Quintenic verbunden, darauf deutet die Erwähnung eines Zehnten im Jahr 1238 hin, der sich in der Pfarrei von Quintenic und Saint-Aaron befand. Saint-Aaron wurde schließlich 1427 eigenständige Pfarrei. Diese war mit dem Kloster Saint-Aubin-des-Bois verbunden. 
Die mittelalterliche Pfarrkirche St-Aaron wurde ab 1886 durch einen neugotischen Neubau nach einem Entwurf des Architekten Alphonse Guépin ersetzt. Die Segnung des Grundsteins der auf dem Grundriss eines lateinischen Kreuzes errichteten Kirche erfolgte am 17. Oktober 1886 und die Weihe der Kirche fand am 12. Mai 1889 statt. Zur Ausstattung des Gotteshauses gehören ein Adlerpult von 1686 sowie eine Statue des heiligen Aaron. Das Altarretabel des Hochaltars, das 1672 von Marc du Rufflay aus Lamballe gefertigt worden war, ist verloren gegangen.